# 셰르딩군

셰르딩군의 위치

셰르딩군(독일어: Bezirk Schärding)은 오스트리아 오버외스터라이히주에 위치한 군으로 행정 중심지는 셰르딩이며 면적은 618.5km2, 인구는 56,996명(2001년 기준), 인구 밀도는 92명/km2이다. 남쪽으로는 리트임인크라이스군, 동쪽으로는 그리스키르헨군, 로어바흐군과 접하며 북쪽과 서쪽으로는 독일 바이에른주와 국경을 접한다.

## 하위 행정 구역
1개 도시, 9개 시장도시, 20개 일반 시를 관할한다.
- 도시
  - 셰르딩(Schärding)
- 시장도시
  - 안도르프(Andorf)
  - 엥겔하르첼안데어도나우(Engelhartszell an der Donau)
  - 코핑임인크라이스(Kopfing im Innkreis)
  - 뮌츠키르헨(Münzkirchen)
  - 라프(Raab)
  - 리다우(Riedau)
- 일반 시
  - 알치벤트(Altschwendt)
  - 브루넨탈(Brunnenthal)
  - 디어스바흐(Diersbach)
  - 도르프안데어프람(Dorf an der Pram)
  - 에거딩(Eggerding)
  - 엔첸키르헨(Enzenkirchen)
  - 에스테른베르크(Esternberg)
  - 프라인베르크(Freinberg)
  - 마이어호프(Mayrhof)
  - 라인바흐임인크라이스(Rainbach im Innkreis)
  - 샤르덴베르크(Schardenberg)
  - 지크하르팅(Sigharting)
  - 장크트에기디(Sankt Aegidi)
  - 장크트플로리안암인(Sankt Florian am Inn)
  - 장크트마리엔키르헨바이셰르딩(Sankt Marienkirchen bei Schärding)
  - 장크트로만(Sankt Roman)
  - 장크트빌리발트(Sankt Willibald)
  - 주벤(Suben)
  - 타우프키르헨안데어프람(Taufkirchen an der Pram)
  - 피흐텐슈타인(Vichtenstein)
  - 발트키르헨암베젠(Waldkirchen am Wesen)
  - 베른슈타인암인(Wernstein am Inn)
  - 첼안데어프람(Zell an der Pram)